# APA-stijl
De APA-stijl is een auteur-datumsysteem voor bronvermelding voor het schrijven van wetenschappelijke artikelen, proefschriften en papers op academisch niveau, opgesteld door de American Psychological Association (APA), een organisatie voor academici (voornamelijk psychologen) in de Verenigde Staten. De APA-stijl stelt duidelijke normen voor bronverwijzingen, voetnoten, een bibliografie (literatuurlijst) en dergelijke. Deze stijl is uitvoerig beschreven in The Publication Manual of the American Psychological Association, een handleiding uitgegeven door de APA. Ook Nederlandse hogescholen en universiteiten hanteren vaak de APA-stijl.